# Domies Toen

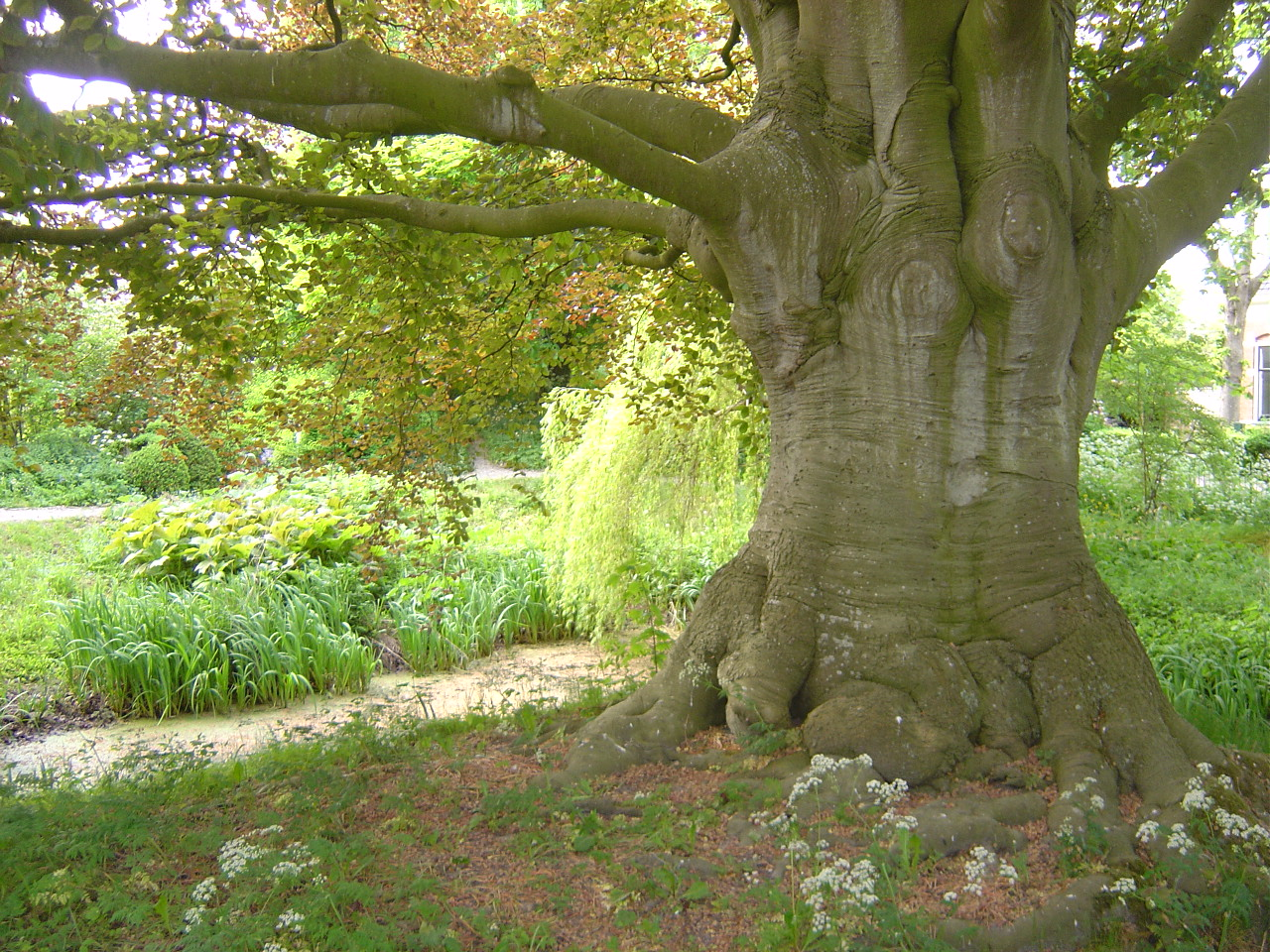
Oude beuk

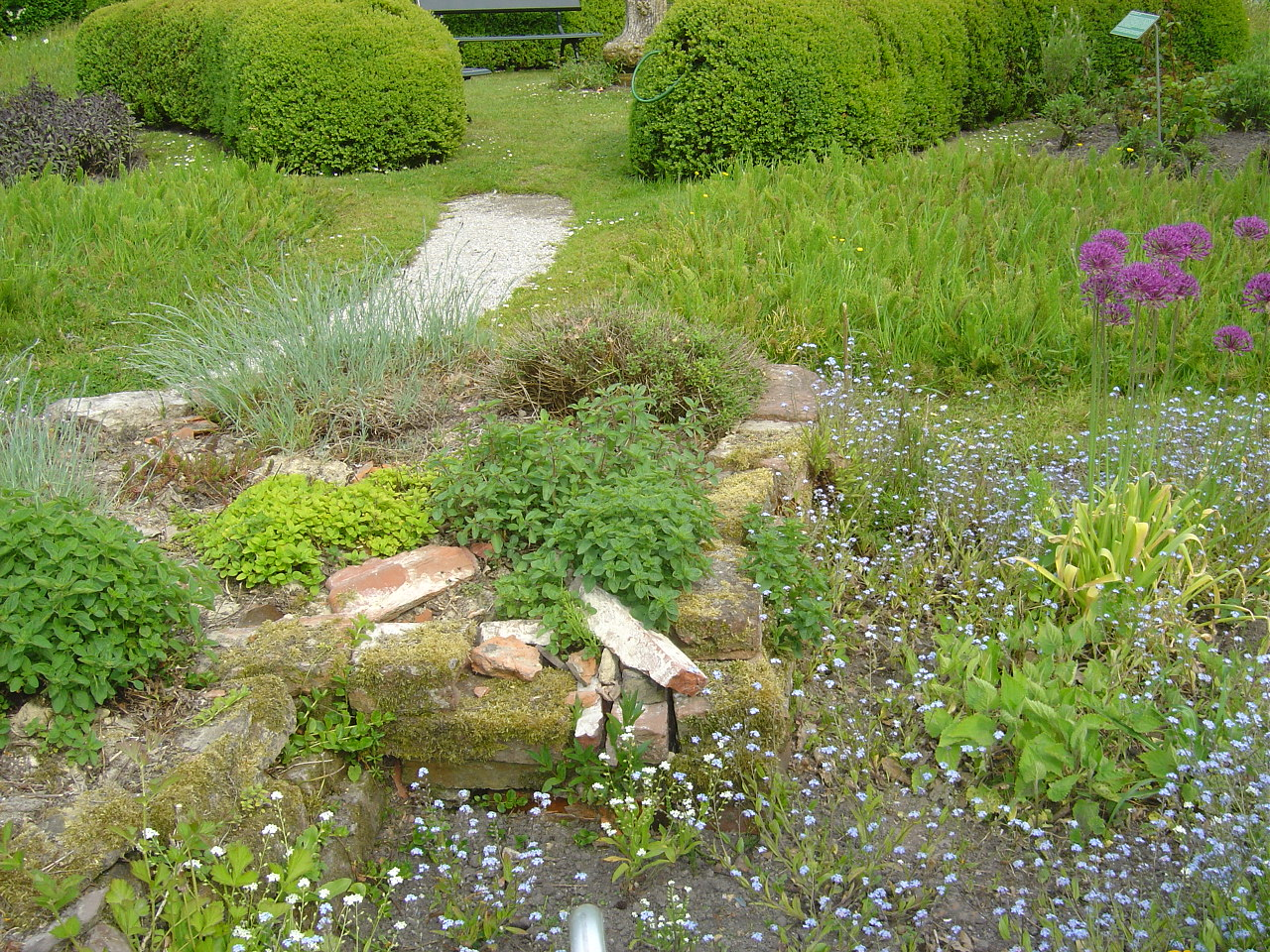
Kruiden

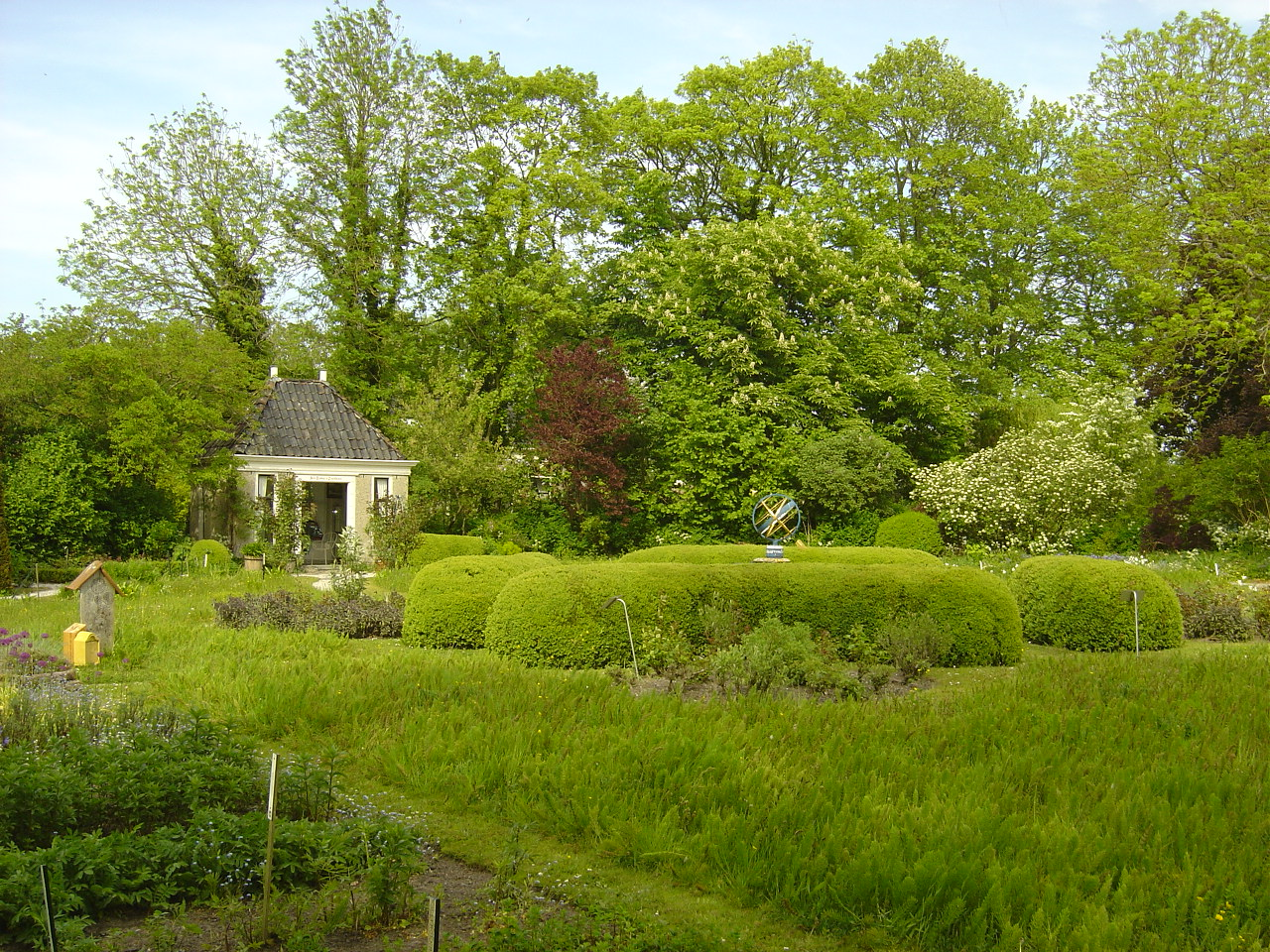
Prieel

Domies Toen (Gronings voor 'tuin van de dominee') is de oude pastorietuin van Pieterburen. De tuin wordt ecologisch beheerd en is lid van de Nederlandse Vereniging van Botanische Tuinen.

## Geschiedenis
Het oudste element in de tuin is de dobbe, die dateert van rond 1300. De oudste delen van de tuin dateren uit 1425. Het stenen muurtje in de tuin is van ongeveer 1600. In 1710 werd het tuinprieeltje gebouwd. Tussen 1840 en 1889 werd de Engelse slingertuin aangelegd en in 1888 werd het consistoriehuisje ('Domies Toenhoes') gebouwd.
Toen in 1961 de oude pastorie werd afgebroken en er vanuit de hervormde gemeente plannen waren voor woningbouw op het terrein zocht de gemeente Pieterburen contact met boerin Tine F. Clevering-Meijer (die ook Verhildersum renoveerde en op boerderij Huninga tussen Pieterburen en Eenrum woonde) met de vraag of die er betere ideeën over had. Zij renoveerde in samenwerking met tuinarchitecte Renske Boon de tuin, introduceerde vele stinsenplanten of (Gronings) börgbloumkes (90 van de 100 bekende soorten in Nederland groeien in Domies Toen), renoveerde het tuinprieel en het consistoriehuisje, bouwde de tuinmuur weer op en kwam zelf aanzetten met de naam Domies Toen. Op 15 september 1962 werd de gerenoveerde tuin geopend. 
Na haar dood in 1981 verviel de tuin, totdat bioloog Paul Janssen in 1986 de tuin overnam en omvormde tot een ecologische botanische tuin, waarbij hij ruim 100 zeldzame soorten introduceerde. Onder zijn bewind groeide de tuin uit tot een toeristische attractie. Nadat de gemeente Eenrum weigerde om in te gaan op de eis van Janssen om hem financieel te compenseren voor zijn werk, stopte hij in 1988 en vertrok. Daarop werd een stichting in het leven geroepen om de tuin te kunnen laten voortbestaan.
In 1991 nam deze stichting onder leiding van landschapsarchitect Klaas van Nierop het werk over en begon met de herinrichting van de tuin, die van een biologische naar een natuurtuin werd omgevormd. Onder het biologische bewind van Janssen en zijn opvolgers hadden namelijk de inheemse planten de cultuurplanten overwoekerd en deels verdreven. Van Nierop liet ook de oude dichtgegroeide dobbe weer opengraven en richtte de consistorie in als theeschenkerij. Om het onderhoud aan de tuin beter kostendekkend te maken werd entreegeld ingesteld en werden enkele honderden donateurs geworven.
In 2003 werd Van Nierop opgevolgd door Nienke Reeder. In 2004 werden enkele gedichten in steen uitgehakt voor de tuin door de Schouwerzijlster kunstenaar Bertus Onderwater (in 2007 hakte hij een paar stenen met wetenswaardigheden over de kerk en omgeving) en werd door de echtgenoot van Clevering-Meijer, ingenieur Rubertus Jacob Clevering, een ereplakkaat ter ere van Clevering-Meijer onthuld op de tuinmuur.
In 2005 kreeg de tuin de status van museum. Nadat de stichting in 2006 in financiële nood was gekomen, werd besloten om een publiekstrekker van de tuin te maken door de aangrenzende Petruskerk erbij te betrekken en een gezamenlijke ingang te maken onder de noemer 'Domies Kerk en Toen'. De tuin, muur en gebouwen kregen daarbij een opknapbeurt.

## Inrichting van de tuin
De tuin kent de volgende onderdelen:
de natuurtuinOp de plek van de vroegere pastorie groeien nu bijzondere wilde planten, die of zeldzaam zijn of bedreigd worden in hun voortbestaan. De tuin wordt bezocht door bijzondere vlindersoorten, waaronder de kolibrievlinder.
de kruidentuinNaast de bekende kruiden worden hier ook kruiden gekweekt, die al in de middeleeuwen voorkwamen.
de rozentuinMet rozen als symbool van reinheid.
de slingertoenDe slingertuin is aangelegd in de 19e eeuw in Engelse Landschapsstijl.
het hooilandHet hooiland vormt door het extensieve beheer een bloemrijk grasland.
de dobbeEen vijver met regenwater, die al omstreeks 1300 moet zijn aangelegd.
de plantenbordersDe plantenborders bevatten oude boerenplanten, die vroeger als sierplanten bij boerderijen te vinden waren.
het prieelIn de tuin bevindt zich een prieel, dat door de toenmalige predikant in 1710 werd gebouwd. Hij schreef er zijn preken en hij deed zijn inspiratie op door wat hij zich zag afspelen op straat. Ironisch werd het prieel daarom ook wel domies gluurhuis genoemd.